# Joanikij Nedeltschew

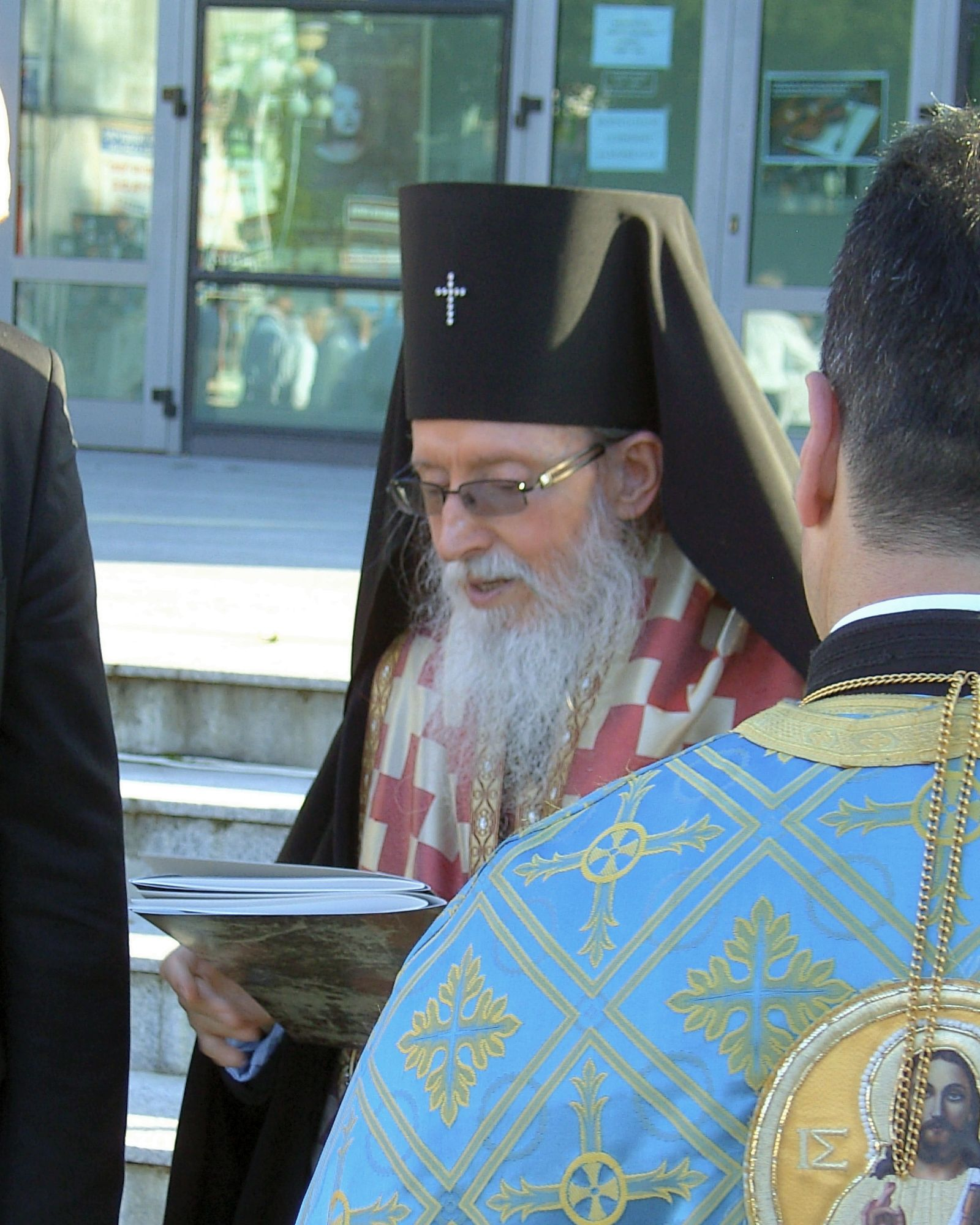
Der Metropolit von Sliven, Joanikij, bei dem internationalen Festival der orthodoxen Musik in Pomorie, Juni 2014

Joanikij (bulgarisch Йоаникий Сливенски) geboren als Iwan Georgiew Nedeltschew (auch Ivan Georgiev Nedeltchev geschrieben, bulgarisch Иван Георгиев Неделчев; * 2. März 1939 in Pet Mogili, Oblast Sliwen; † 9. Januar 2024) war ein bulgarisch-orthodoxer Priester und Metropolit der Diözese von Sliwen.

## Biografie
Joanikij wurde am 2. März 1939 unter bürgerlichem Namen Iwan Georgiew Nedeltschew in Pet Mogili geboren.
Im Jahr 1958 schloss er die Studien am Theologischen Seminar des Klosters Tscherepisch ab. Am 1. April 1961 wurde er Mönch. Im Jahr 1964 beendete er sein Studium an der Geistlichen Akademie Sofia und ging zur Spezialisierung an die Moskauer Geistliche Akademie.
Am 1. August 1968 wurde er zum Protosingel des Bistums Sliwen und am 24. November 1968 zum Archimandrit der Diözese von Stara Sagora ernannt. Ein weiteres theologisches Studium erfolgte 1970 bis 1972 an der Christkatholisch-theologischen Fakultät der Universität Bern. Nach seiner Rückkehr nach Bulgarien wurde er von Dezember 1971 bis 20. April 1975 Koadjutor des Metropolits von Sliwen, während dessen er zum Priester geweiht und Vikar der Diözese wurde.
Am 23. März 1980 wurde Joanikij zum Bischof gewählt und am 20. April zum Metropolit von Sliwen bestellt.
Nach dem Tod von Patriarch Maxim am 6. November 2012 wurde Joanikij von einer Gruppe von Bischöfen als stellvertretender Vorsitzender der Heiligen Synode vorgeschlagen, er jedoch lehnte eine Kandidatur schriftlich ab. Am 10. November 2012 nahm er an der Wahl des Metropoliten Kiril zum stellvertretenden Vorsitzenden der Heiligen Synode teil und weigerte sich an dem darauf folgenden Boykott der Synode durch die Gruppe der Bischöfe um Kalinik und Nikolai teilzunehmen. Somit half Joanikij persönlich, die Führungskrise der Bulgarisch-Orthodoxen Kirche nach dem Tode von Patriarch Maxim zu überwinden.
Joanikij verstarb am 9. Januar 2024.